# Étole

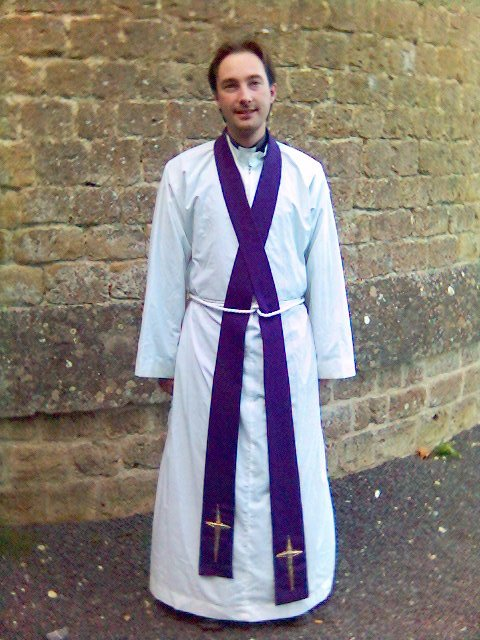
Étole occidentale revêtue de manière traditionnelle : croisée sur la poitrine.

L'étole, dérivé du latin stola qui signifie longue robe, lui-même du grec στολη (stolē), est un morceau de tissu porté sur les épaules, dans son usage profane, et un ornement liturgique de l'évêque, du prêtre et du diacre. Elle est l'insigne par excellence de la prêtrise. 
Elle est aussi une pièce d'habillement profane proche du châle.

## Histoire et fonction

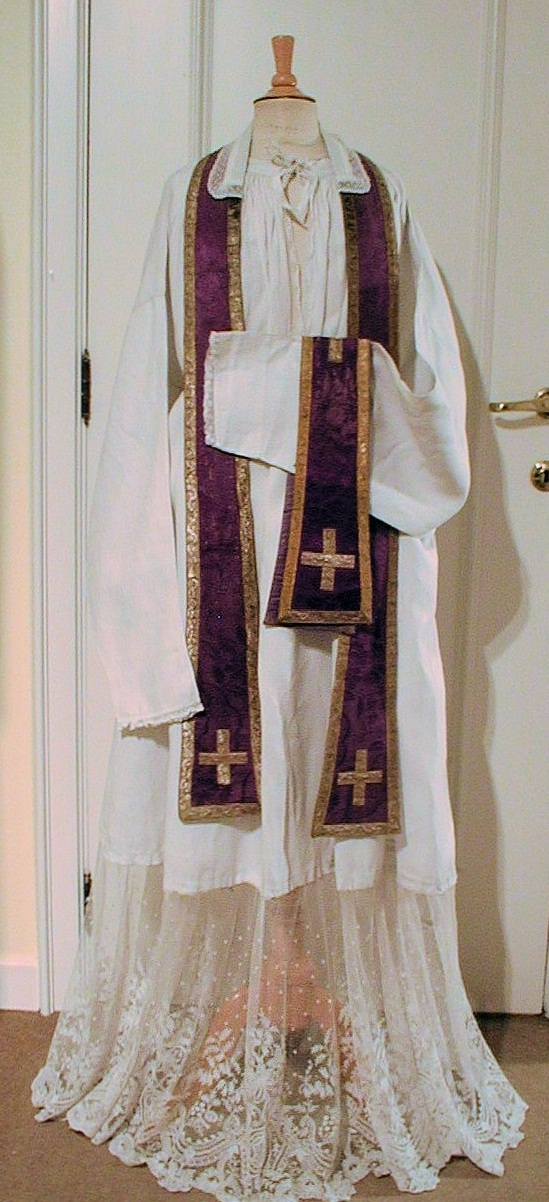
Aube avec étole et manipule

Apparue pour la première fois dans les textes au IIIe siècle comme linge à usage profane (généralement un châle léger porté sur les épaules), son emploi est devenu sacré en Occident à la fin du VIIe siècle. Au IXe siècle, elle supplante définitivement le carré de tissu pouvant servir de mouchoir ou de foulard appelé orarium, très similaire au sudarium.
L'étole, dans sa forme primitive, était une longue robe, garnie de deux bandes verticales, les clavi, comme sur la dalmatique. La robe a été supprimée, et il n'est resté que les bandes qui forment l'étole actuelle.
Il s'agit d'une bande de tissu ornée d'une petite croix placée au milieu. Le prêtre la laisse pendre de chaque côté tandis que le diacre la porte transversalement, tous deux par-dessus l'aube ou le surplis pour la messe et l'administration des sacrements. Avant 1969, à la messe, le simple prêtre la portait croisée sur la poitrine, et l'évêque décroisée, signe que le second dispose de la plénitude du sacerdoce, et non le premier.
L'étole utilisée à la messe est confectionnée dans le même tissu et de la même couleur que la chasuble ou la dalmatique dont elle est dépendante. Seule la croix du cou est obligatoire.
Le mot « étole » est également utilisé dans son sens initial : une pièce de tissu d'usage profane, sorte de grand châle porté sur les épaules ou en écharpe autour du cou,.

## Étole papale

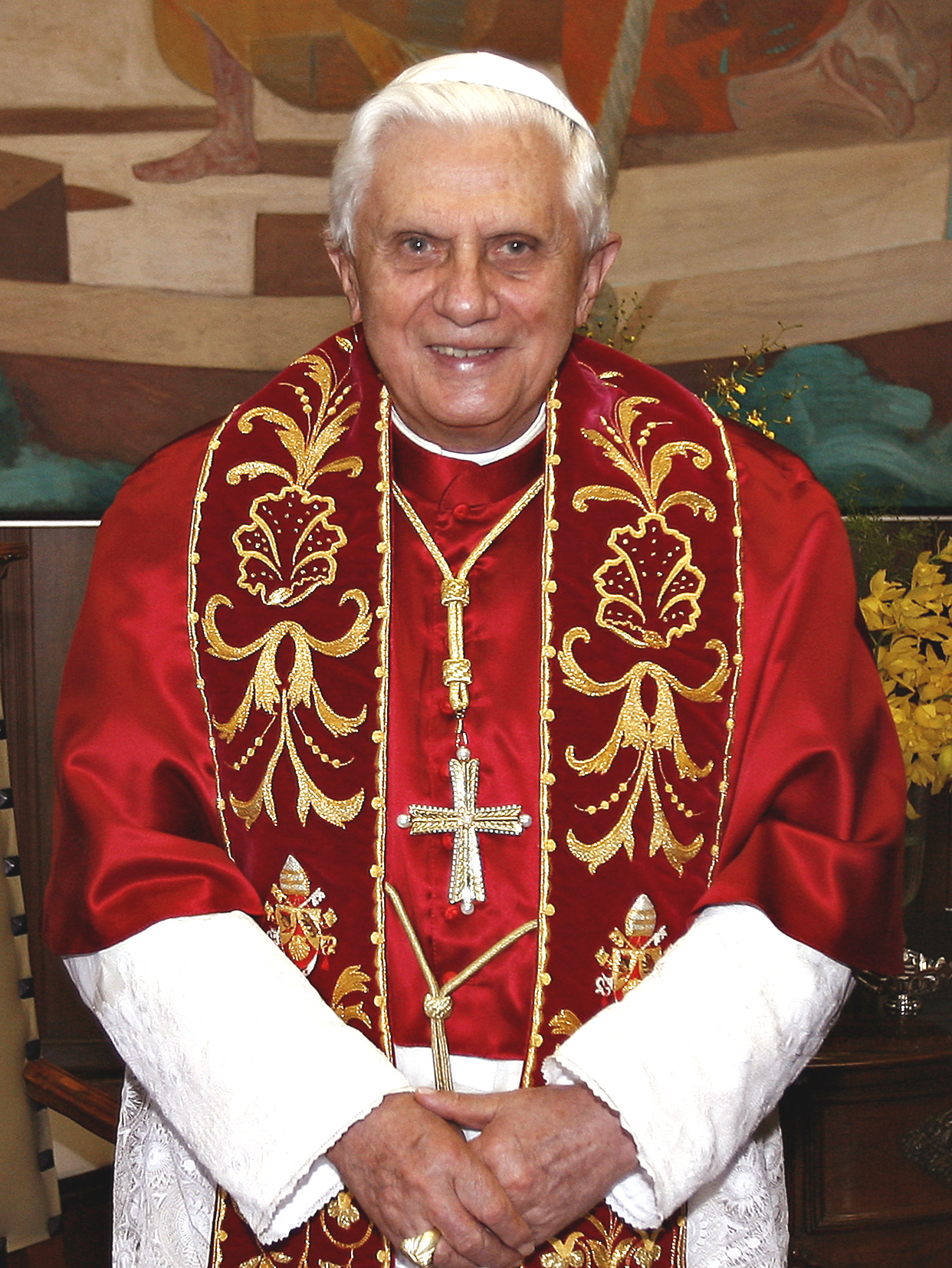
Le pape Benoît XVI portant son étole lors d'une visite au Brésil en 2007.

Le pape porte sur sa mosette une étole pastorale rouge, brodée à ses armes sur les plats. Quand il revêt une mosette blanche pendant l'octave de Pâques, l'étole est également blanche. Pour sa première apparition en public en 2013, sur le balcon de la basilique Saint-Pierre, comme nouveau pape, le pape François a ainsi surpris en apparaissant sans ces ornements liturgiques que sont la mosette et l'étole pastorale rouge, en signe, dit-on, de simplicité et d'humilité.

## Moniales chartreuses
En vertu d'une très ancienne coutume, les moniales chartreuses ou chartreusines reçoivent l'étole - et autrefois le manipule - à leur consécration virginale, qui leur confère quelques privilèges liturgiques dont le plus important est la proclamation de l'Évangile en certaines occasions, notamment lors du chant de l'office divin. Elles la portent pour le cinquantième anniversaire de cette consécration. À leur décès, l'étole est exposée et ensevelie avec elle.

### Articles connexes

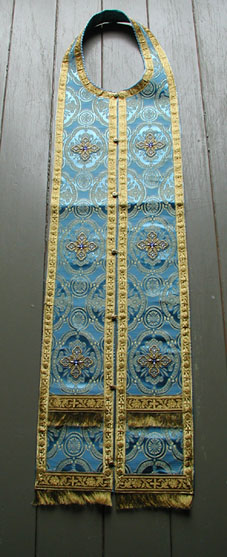
Étole byzantine
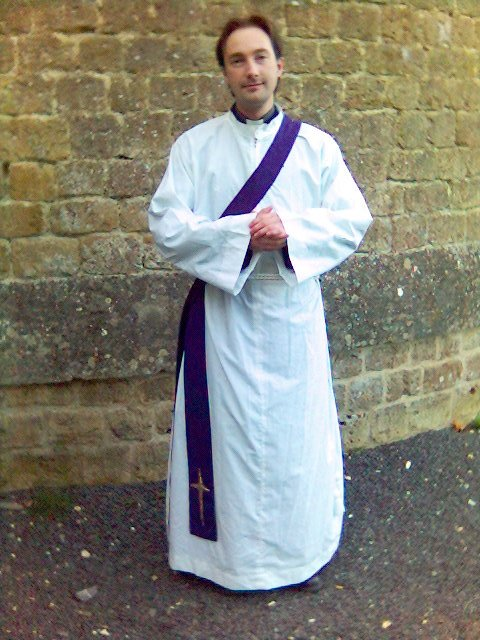
Étole diaconale
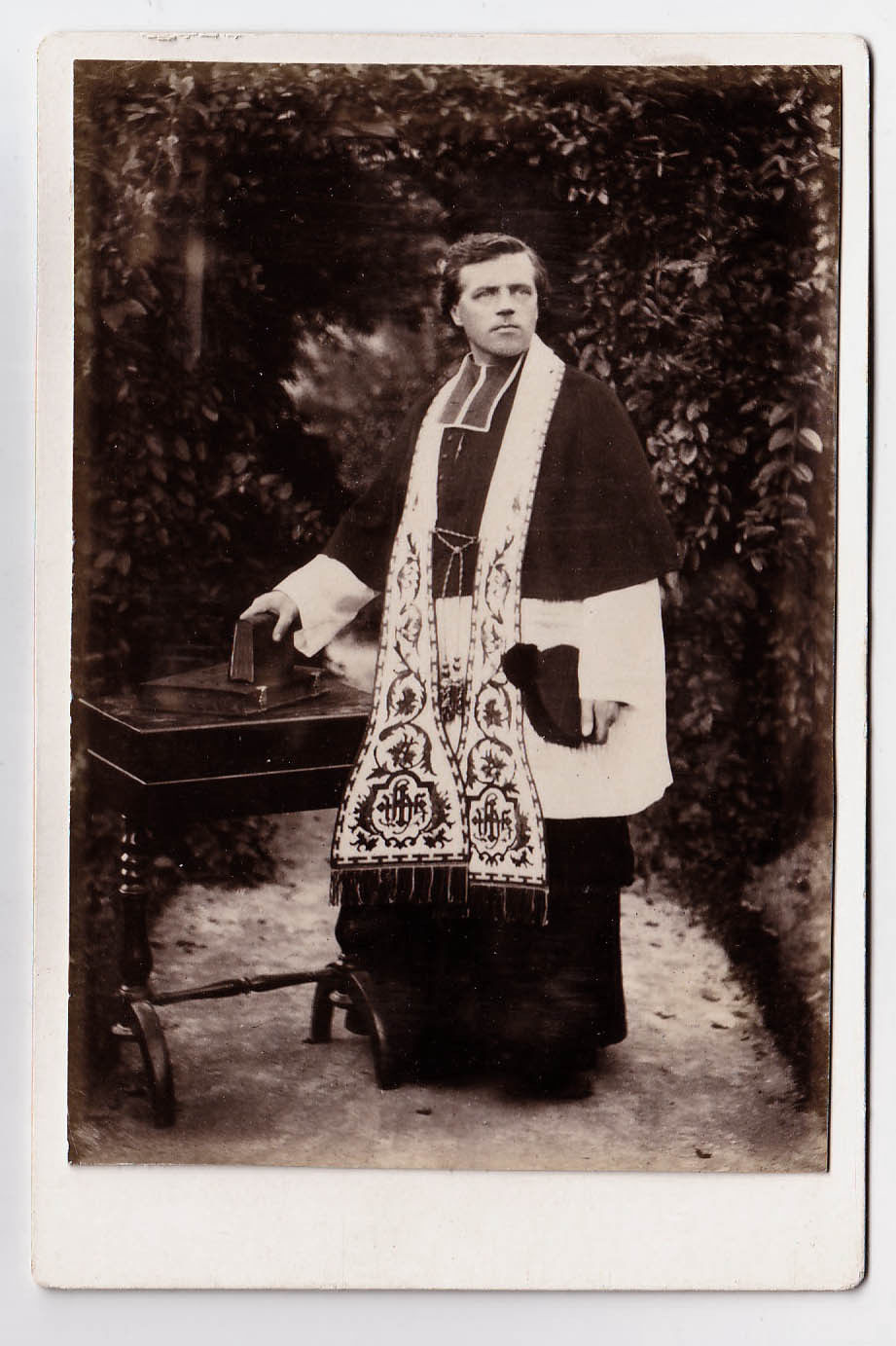
Prêtre vers 1890 portant son étole